# Авулзија зуба
Авулзија (лат. exarticulatio dentis) представља потпуни излазак зуба из припадајуће зубне чашице под дејством трауматске силе (пад, ударац и сл). При томе се могу јавити и огреботине, раздеротине, преломи, крварења и сл. На основу истраживања које је спроведено 1972. године на 1.298 испитаника, утврђено је да од свих денталних траума авулзије чине око 0,5-16% повреда у сталној и око 7-13% повреда у млечној дентицији. Највећи број случајева се јавља у узрасту између 6 и 10 година, и то чешће код особа мушког пола. Повредама су најизложенији предњи зуби, посебно горњи централни секутићи.

## Реплантација
Током авулзије долази до кидања периодонталних влакана која повезују корен зуба са деснима и алвеолом, а ова влакна остају витална око 30 минута. То време се сматра оптималним за реплантацију зуба. Транспорт избијеног зуба се врши унутар припадајуће алвеоле или екстраорално (у физиолошком раствору, пљувачци, млеку и сл). Не препоручује се транспорт у марамици, води, алкохолу, раствору антибиотика и другим супстанцама које могу да оштете површину зуба, јер се тако умањују шансе за успешну реплантацију.
Реплантација подразумева постављање (репозицију) зуба у правилан положај и његову фиксацију помоћу разних врста сплинтова: жичано-композитног, акрилатног или интерапроксималног композитног сплинта. Укупно време фиксације износи око 15 дана.

## Ендодонтски третман
Код зуба са завршеним растом корена се не очекује реваскулатизација пулпе након реплантације, али је реваскуларизација могућа код зуба са незавршеним растом корена уколико исти није био изван зубне чашице дуже од 2 сата. За функционалну обнову нервних влакана пулпе је потребно око 35 дана, а уколико до тога ипак не дође прелази се на ендодонтски третман.
Овај третман подразумева комплетно уклањање мртвог ткива пулпе и пуњење канала корена зуба одговарајућим материјалом. Тиме се ограничава штетно деловање некротичног ткива на околне структуре и спречавају ресорпција и анкилоза корена (срастање корена са околном кости).
Неки аутори сматрају да је ендодонтски третман боље извести пре реплантације како би се предупредила упална ресорпција, док други сматрају да је тај третман боље извести касније. Ипак, опште је мишљење да се уклањање пулпе треба обавити најкасније 15-20 дана након авулзије.